# 21313 Xiuyanyu
21313 Xiuyanyu è un asteroide della fascia principale. Scoperto nel 1996, presenta un'orbita caratterizzata da un semiasse maggiore pari a 2,2088949 UA e da un'eccentricità di 0,1640035, inclinata di 5,57829° rispetto all'eclittica.